# Bistum Mongu
Das Bistum Mongu (lateinisch Dioecesis Monguensis, englisch Diocese of Mongu) ist eine in Sambia gelegene römisch-katholische Diözese mit Sitz in Mongu.

## Geschichte
Das Bistum Mongu wurde am 14. Juni 1997 durch Papst Johannes Paul II. mit der Apostolischen Konstitution De universis aus Gebietsabtretungen des Bistums Livingstone errichtet und dem Erzbistum Lusaka als Suffraganbistum unterstellt.

## Bischöfe von Mongu
- Paul Francis Duffy OMI, 1997–2011
- Evans Chinyama Chinyemba OMI, seit 2011